# Slade Alive!
Slade Alive! – pierwszy koncertowy album angielskiego zespołu rockowego Slade wydany 24 marca 1972 roku. Na brytyjskiej liście przebojów dotarł do 2 miejsca. Był także pierwszym albumem zespołu, który dotarł do Top 200 w Stanach Zjednoczonych. Zajął także 2 miejsce na liście 10 najlepszych albumów 1972 roku magazynu New Musical Express (NME). Na albumie zawarte są oryginalne piosenki Slade, a także covery zespołów takich jak Ten Years After, The Lovin' Spoonful, Steppenwolf i Bobbyego Marchana. Płyta została nagrana „na żywo” w Command Theatre Studio i zmiksowana w Olympic Studios.
Album pierwotnie został wydany na płycie winylowej w składanym opakowaniu, które zawierało ogromny animowany rysunek. Rysunek ten zwyciężył w konkursie na okładkę albumu brytyjskiej gazety The Sun.
W 2006 wydany ponownie jako część kompilacji Slade Alive! – The Live Anthology.
Album nagrywany był w ciągu trzech wieczorów, jednak znaczna część materiału pochodzi z drugiego dnia, kiedy to zespół wziął udział w programie Top of the Pops, wykonując utwór Coz I Luv You, który właśnie zadebiutował na 1 miejscu brytyjskiej listy przebojów.
W 1981 roku perkusista Don Powell został zapytany przez fan klub Slade dlaczego utwór In Like a Shot from My Gun nie został w ogóle nagrany w studiu. Powell odpowiedział: Naprawdę nie wiem. Pierwotnie miał być nagrany w studiu. Ale po nagraniu na żywo na „Slade Alive!” nie sądziliśmy, że możemy to zrobić dobrze wykonując tę piosenkę w studiu - to w zasadzie jest piosenka koncertowa.
W Australii album ten był najlepiej sprzedającą się płytą od czasów Sgt. Pepper’s Lonely Hearts Club Band zespołu The Beatles w 1968 roku.

## Lista utworów
1. „Hear Me Calling” - 5:46 (Alvin Lee)
2. „In Like a Shot from My Gun” - 3:33 (Holder/Lea/Hill/Powell)
3. „Darling Be Home Soon” - 5:43 (John Sebastian)
4. „Know Who You Are” - 3:37 (Holder/Lea/Hill/Powell)
5. „Keep on Rocking” - 6:29 (Holder/Lea/Hill/Powell)
6. „Get Down and Get With It” - 5:33 (Bobby Marchan)
7. „Born to Be Wild” - 8:12 (Mars Bonfire)

## Notowania na listach przebojów
| Notowanie (1972)                    | Najwyższa pozycja | Ilość tygodni |
| ----------------------------------- | ----------------- | ------------- |
| Australijska (ARIA) lista przebojów | 1                 | 39            |
| Austriacka lista przebojów          | 8                 | 8             |
| Kanadyjska lista przebojów          | 77                | 4             |
| Niemiecka lista przebojów           | 25                | ?             |
| Norweska lista przebojów            | 18                | 4             |
| Brytyjska lista przebojów           | 2                 | 58            |
| U.S. Billboard 200                  | 158               | 11            |

## Skład

### Slade
- Noddy Holder – wokal, gitara rytmiczna
- Dave Hill – gitara prowadząca
- Jim Lea – gitara basowa
- Don Powell – perkusja

### Produkcja
- Barry Ainsworth - inżynier (nagrywanie)
- Alan O’Duffy - inżynier (mix)
- Chas Chandler – produkcja
- Derek Robinson - grafika
- Chris Walter - fotografia (front)
- M. Webb - grafika (wkładka)